# Sven Colliander
Sven August Wilhelm Colliander (Halmstad, 23 maggio 1890 – Täby, 16 settembre 1961) è stato un cavaliere svedese.

## Palmarès
- Bronzo a Berlino 1936 nel dressage a squadre.